# Абдрахманова, Турсынхан Абдрахмановна
Турсынхан Абдрахмановна Абдрахманова (каз. Тұрсынхан Әбдірахманова; 25 октября 1921 — 11 октября 2003) — советская казахская поэтесса и литературовед. Народная писательница Казахской ССР (с 1984), доктор филологических наук (с 1981).

## Биография
Родилась 25 октября 1921 году на руднике Боко в Киргизской АССР РСФСР (ныне в Жарминском районе Семипалатинской области Казахстана).
Трудовую жизнь начала в 1941 году учительницей, затем работала директором школы. В 1944 году вступила в ВКП(б). В 1943—1949 годах была первым секретарём Абайского, Аягузского райкомов комсомола, завотделом Чарского райкома партии. Окончив высшую партийную школу при ЦК Компартии Казахстана, работала в Советском райкоме партии г. Алма-Аты. В 1950—1954 годах она — заведующая отделом редакции журнала «Женщины Казахстана» (каз. Қазақстан әйелдері).
После окончания Казахстанского государственного университета имени Кирова и аспирантуры она успешно защищает кандидатскую диссертацию на тему: «Лирика Ильяса Джансугурова», затем работает в Госкомитете Совета Министров по печати, в президиуме Академии наук Казахской ССР.

## Творчество
В казахскую литературу Абдрахманова пришла в середине 1950-х годов и проявила себя как талантливая, своеобразная поэтесса. Она написала более двадцати сборников стихов, изданных на казахском и русском языках. Первая книга стихов «Песня» увидела свет в 1959 году. В последующие годы выпущены поэтические сборники: «Песня за песней» (1962), «Знаешь ли ты их?» (1963), «Взлёт» (1966), «Душа моя — голубь» (1968), «Ключ» (1972), «Зрелость» (1974), «Белый луч» (М.,1971), «Нежность» (М., 1975), «Ларец жемчужин» (1975) и другие. Ценность поэтической натуры Абдрахмановой, проявляется, прежде всего, в лирической иронии. Тонкая поэтическая наблюдательность, острота зрения, колоритные краски, точный рисунок слова определяют звучание её стихов. Её поэмы «Степнячка», «Анар», «Гибель Карагера» и другие наполнены глубоким философским содержанием, яркой образностью.
В творчестве Абдрахмановой широко раскрыта тема жизни казахских женщин. Лирическая героиня Т. Абдрахмановой воспринимает мир в целостности и взаимосвязи, со всеми его болями и тревогами, с присущим казахской литературе национальным самосознанием. Пейзажная лирика Абдрахмановой составляла значительную часть её поэтического творчества. Образы природы являются эмоциональным толчком воссоздания мира. В архивах казахского радио записано около пятидесяти народных и современных песен в исполнении Абдрахмановой.

## Работы

### Научные работы
- «Лирика Ильяса Джансугурова»
- «Поэтика Касыма Аманжолова»
- докторская диссертация на тему «Поэтика К. Аманжолова и её преемственные связи с современной казахской лирикой».

### Сборники стихов
- «Песня» (каз. Ән, 1959, рус. пер. 1968)
- «Песня за песней» (каз. Әннен әнге, 1962)
- «Знаешь ли ты их?» (каз. Танисыз ба бұларды?, 1963)
- «Взлёт» (1966)
- «Душа моя — голубь» (каз. Көгершін көңіл, 1968)
- «Белый луч» (рус. пер., М., 1971)
- «Ключ» (1972, каз. Кілт, рус. пер. 1976)
- «Зрелость» (каз. Кемел, 1974)
- «Нежность» (рус. пер., М., 1975)
- «Ларец жемчужин» (1978)
- «Степнячка: Стихотворения и поэмы» (рус. пер., М., 1979)
- «Лавры» (каз. Мерей, 1981)
- «Озарение» (рус. пер., М., «Художественная литература», 1981)
- «Раздумья: Стихотворения и поэма» (рус. пер., Алма-Ата, 1981)
- «Состояние обиды» (каз. Наз көңіл, 1984)
- «Избранное». (рус. пер., М., «Советский писатель», 1985)
- «Вечерние сумерки» (каз. Ақшам, 1987)

### Переводы с русского на казахский
- М. Стельмах «Кровь людская — не водица»
- Евгений Юнга «Бессмертный корабль».

## Награды
- Орден Парасат (15 декабря 2002)[1]
- Орден «Знак Почёта» (4 ноября 1981)
- Медаль «За трудовое отличие» (3 января 1959) — за выдающиеся заслуги в развитии казахского искусства и литературы и в связи с декадой казахского искусства и литературы в гор. Москве